# Фокс-Стрэнгуэйс, Генри, 5-й граф Илчестер
Генри Эдвард Фокс-Стрэнгуэйс, 5-й граф Илчестер (англ. Henry Edward Fox-Strangways, 5th Earl of Ilchester ; 13 февраля 1847 — 6 декабря 1905) — британский пэр и либеральный политик. Он был известен как Генри Фокс-Стрэнгуэйс с 1847 по 1865 год.

## Происхождение и образование
Родился 13 февраля 1847 года. Единственный сын достопочтенного Джона Фокса-Стрэнгуэйса (1803—1859), четвертого сына Генри Томаса Фокса-Стренгвейса, 2-го графа Илчестера (1747—1802). Его матерью была Амелия Марджорибанкс (1815—1886), дочь Эдварда Марджорибанкса. Он получил образование в Итонском колледже и в колледже Крайст-черч в Оксфорде.
10 января 1865 года после смерти своего дяди, Уильяма Фокс-Стрэнгуэйса, 4-го графа Илчестера (1795—1865), Генри Эдвард унаследовал титул 4-го графа Илчестера. Он занял своё место в Палате лордов в свой 21-й день рождения в 1868 году.
В 1874 году он приобрел поместье Холланд-хаус в Лондоне у поместья своего дальнего родственника Генри Фокса, 4-го барона Холланда (1802—1859), не оставившего после себя потомства.

## Карьера
В январе 1874 года лорд Илчестер был назначен капитаном Корпуса почётного экскорта в либеральном правительстве Уильяма Юарта Гладстона и занимал эту должность до падения правительства в следующем месяце . Он был принят в Тайный совет Великобритании в феврале 1874 года .
Лорд Илчестер больше никогда не занимал политический пост, но служил лордом-лейтенантом Дорсета с 1885 по 1905 год.
Он носил чин капитана Дорсетской йоменской кавалерии.

## Брак и дети

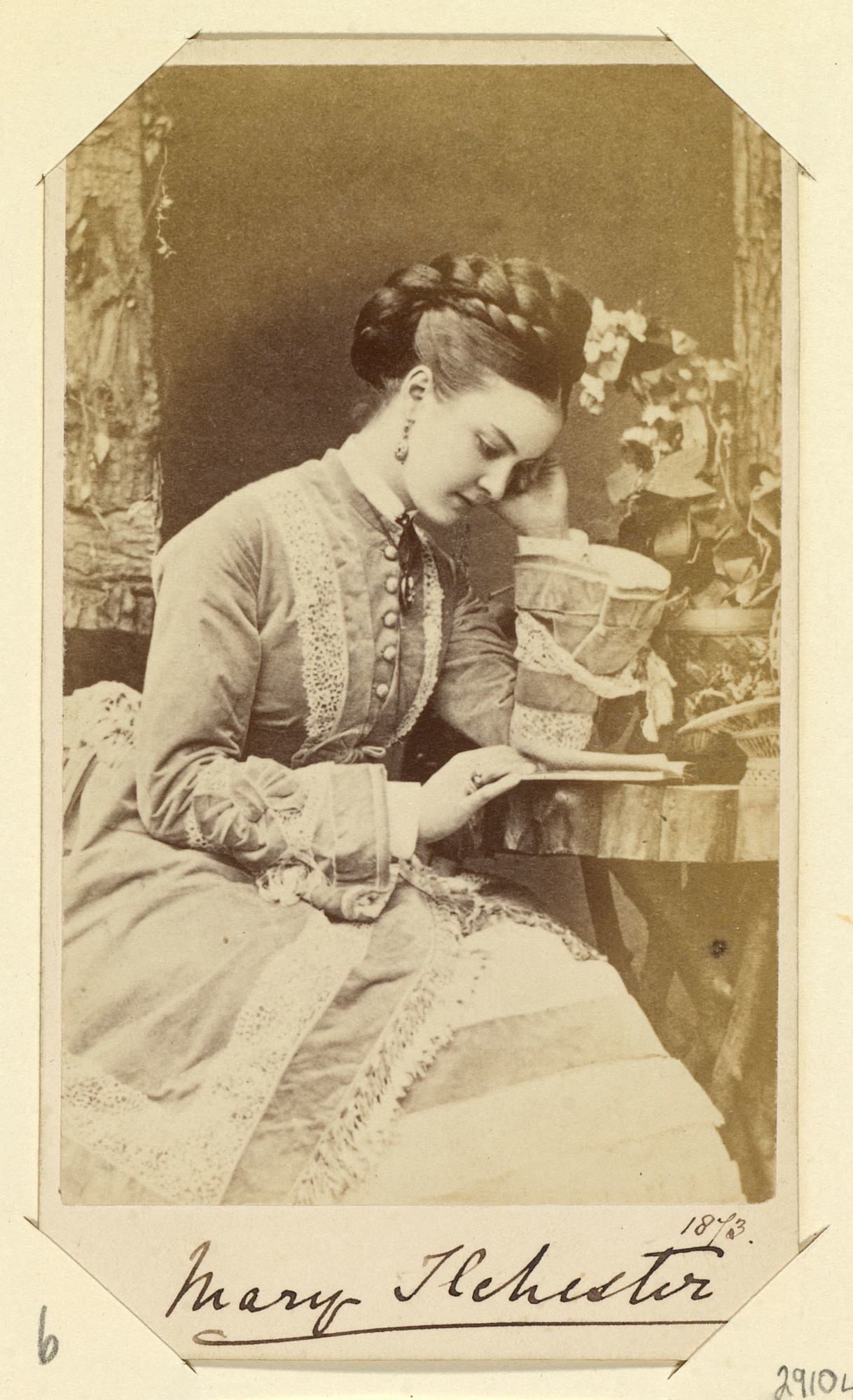
Леди Мэри Элеонор, графиня Илчестер

8 февраля 1872 года лорд Илчестер женился на леди Мэри Элеоноре Энн Доусон (1852 — 25 октября 1935), дочери Ричарда Доусона, 1-го графа Дартри, и Огасты Стэнли, от брака с которой у него было трое детей:
- Джайлз Стивен Холланд Фокс-Стрэнгуэйс, 6-й граф Илчестер (31 мая 1874 — 29 октября 1959), старший сын и преемник отца.
- Леди Мюриэл Августа Фокс-Стрэнгуэйс (23 ноября 1876 — 7 января 1920)
- Достопочтенный Дензил Веси Фокс-Стрэнгуэйс (26 февраля 1879 — 7 марта 1901).

## Смерть
Он умер в декабре 1905 года в возрасте 58 лет и был похоронен в семейном склепе в Мелбери-Осмонде, Дорсет. Ему наследовал его титулы его старший сын Джайлз.